# Centenarium

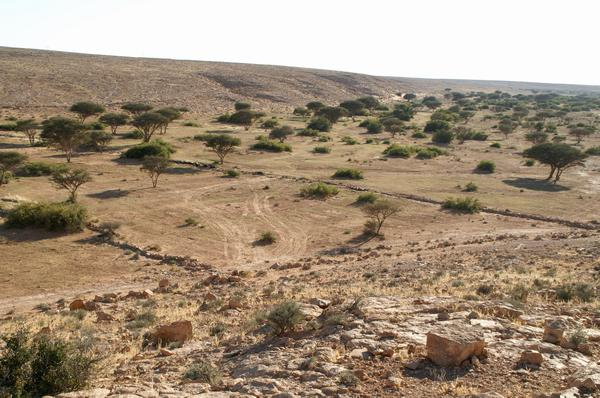
Restos de un "Centenarium" en Suq al-Awty

Un centenarium es un tipo de antigua granja romana fortificada en el Limes Tripolitanus. También se le llama centenaria en plural, porque en el Limes Tripolitano existieron más de 2,000 de estas "fortificaciones", conectadas para crear un sistema defensivo contra las incursiones de las tribus del desierto.

## Historia
Las primeras centenaria fueron construidas durante el reinado de Trajano y durante las expansiones del imperio por Septimio Severo en África Proconsularis y la Libia romana, cuándo se estableció el Limes Tripolitanus.

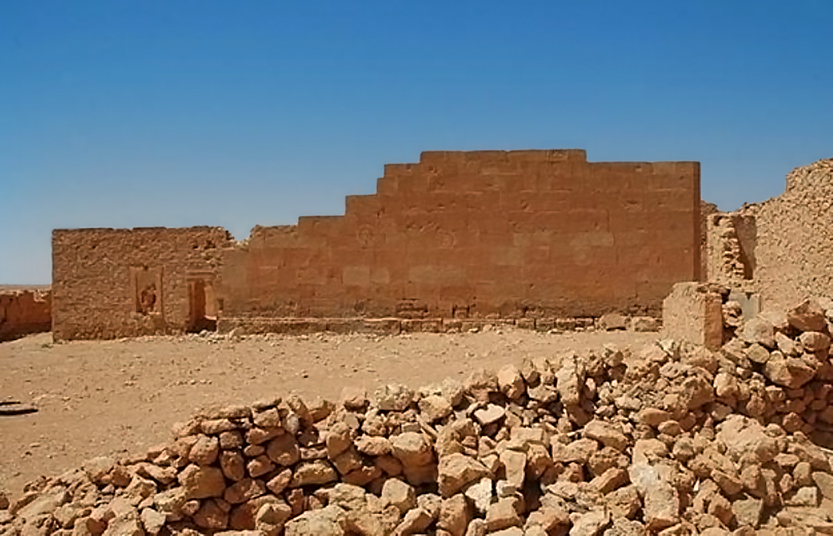
Gheriat esh-Shergia; foto Livius.Org.

Desde la disolución de la Legio III Augusta en 238, los legionarios construyeron alrededor de dos mil centenaria en las áreas alrededor de Leptis Magna y Sabratha . Permanecen ejemplos en Gherait esh-Shergia y Gasr Banat . Algunos se caracterizaron por la presencia de iglesias paleocristianas
De hecho, Leptis Magna, la ciudad principal de la Tripolitania romana, prosperó principalmente porque Roma impidió que bandidos saquearan la campiña. Pero también porque el Imperio romano, principalmente bajo Trajano y Septimio Severo, frenó los disturbios entre grupos tribales locales con la creación del Limes Tripolitanus y con la creación y desarrollo de ciudades (como Gaerisa ) y fortalezas (como Garbia) con granjas de centenaria alrededor de la periferia sur del área de Leptis. El sistema de producción de centenaria, basado en bereberes autóctonos que estaban parcialmente latinizados y, a menudo, incluso cristianos, fue exitoso y funcionó muy bien hasta tiempos bizantinos . 
El sistema de centenaria permaneció en uso durante varios siglos después de la conquista árabe del norte de África en la segunda mitad del siglo VII, hasta que colapsó en el siglo XI. Algunos se convirtieron en lujosas villas, como en Suq al-Awty .
Hay muchas conjeturas sobre el origen de la palabra "centenarium" y si está etimológicamente vinculada a las granjas fortificadas localmente llamadas Gasr (plural Gsur ). Probablemente su nombre en latín se debió al hecho de que cien hombres (cien en latín es "centum") trabajaban en cada granja fortificada, bajo las órdenes de un antiguo centurión .